# 奈良県庁舎
奈良県庁舎（ならけんちょうしゃ）は地方自治体である奈良県の庁舎。奈良市登大路町に所在する。

## 概要
現庁舎は1965年（昭和40年）に奈良学芸大学の移転跡地に建てられた。設計は建設省近畿地方局の片山光生が担当。
主棟（行政棟）と警察棟、議会棟を回廊でつなぐ構成は、古代寺院の伽藍配置に着想を得たとされる。中央の塔屋が特徴的であるが、風致地区に建設されたため、当初は批判も受けた。
県庁舎の屋上から若草山、生駒山、奈良市内を一望することができ、年間を通じて開放されている（天候等により中止の場合がある。また、若草山焼きなどの際は抽選となる）。

## 歴史
- 1868年7月 - 奈良県(第1次)が設置される。
- 1876年4月18日 - 第1次府県統合により、堺県と合併。
- 1881年2月7日 - 第2次府県統合により、堺県は大阪府と合併。
- 1887年11月4日 - 大阪府より分割され、奈良県(第2次)が再設置される。寧楽書院（1877年竣工の旧師範学校校舎）を仮庁舎とする。
- 1895年 - 長野宇平治（奈良県嘱託）設計による和風の県庁舎が竣工。
- 1965年 - 現庁舎が竣工。旧庁舎は天理市に移築される[1]。

## 庁舎

### 本館
- 所在地：奈良市登大路町30
- 竣工：1965年
- 構造：RC造地上6階、地下2階建

## アクセス
- 近鉄奈良駅より約600m。
- JR奈良駅より約1.6km。